# Lepthyphantes aegeus
Lepthyphantes aegeus är en spindelart som beskrevs av Lodovico di Caporiacco 1948. Lepthyphantes aegeus ingår i släktet Lepthyphantes och familjen täckvävarspindlar.
Artens utbredningsområde är Grekland. Inga underarter finns listade i Catalogue of Life.